# Crematogaster cephalotes
Crematogaster cephalotes är en myrart som beskrevs av Smith 1857. Crematogaster cephalotes ingår i släktet Crematogaster och familjen myror. Inga underarter finns listade i Catalogue of Life.